# Карли (присілок)
Карли́ (рос. Карлы, башк. Ҡарлы) — присілок у складі Гафурійського району Башкортостану, Росія. Входить до складу Мраковської сільської ради.
Населення — 78 осіб (2010; 76 в 2002).
Національний склад:
- башкири — 63%
- чуваші — 28%